# Astacilla cornuta
Astacilla cornuta là một loài chân đều trong họ Arcturidae. Loài này được Koehler miêu tả khoa học năm 1911.